# Dołgie (powiat gryfiński)
Dołgie (do 1945 r. niem. Langenhagen) – osada w Polsce położona w województwie zachodniopomorskim, w powiecie gryfińskim, w gminie Gryfino.
W latach 1975–1998 miejscowość należała administracyjnie do województwa szczecińskiego.
Pierwsza wzmianka na temat wsi pochodzi z 1269 roku. Znajduje się tu kościół pw. Apostołów Piotra i Pawła z przełomu XV/XVI w., zbudowany z kamienia łupanego. Został przebudowany w XIX i XX w.: podwyższono mury, wykonano ostrołukowe okna i schodkowe szczyty. Należy do budowli salowych, orientowanych, na rzucie prostokąta. Został odbudowany ze zniszczeń II wojny światowej w 1969 roku.